# Utting am Ammersee
Utting am Ammersee (bis zum 8. Oktober 1953 Utting) ist eine Gemeinde im oberbayerischen Landkreis Landsberg am Lech.

## Geografie

### Lage
Utting am Ammersee liegt im Bezirk Oberbayern im Landkreis Landsberg am Lech.

### Gemarkungen
Die Gemeinde gliedert sich in drei Gemarkungen bzw. Gemarkungsteile: Rieden am Ammersee (Gemarkungsteil, weiterer Gemarkungsteil in Dießen am Ammersee), Hechenwang (Gemarkungsteil, weiterer Gemarkungsteil in Windach) und Utting am Ammersee.

### Gemeindeteile
Die Gemeinde hat drei Gemeindeteile:
| Gemeinde- teils- schlüssel | Gemeindeteil           | Topographische Bezeichnung | Gemarkung          | Gemarkungs- (Teil-) Schlüssel | Gemarkungs- (Teil-) Fläche/ha | Bevölkerung 25. Mai 1987 | Gebäude mit Wohnraum 25. Mai 1987 | Wohnungen 25. Mai 1987 |
| 001                        | Utting am Ammersee     | Pfarrdorf                  | Utting am Ammersee | 9074                          | 1490,46                       | 2604                     | 722                               | 1178                   |
| 002                        | Achselschwang *        | Gut                        | Hechenwang         | 9024-0                        | 149,20                        | 47                       | 11                                | 24                     |
| 003                        | Holzhausen am Ammersee | Kirchdorf                  | Rieden am Ammersee | 9056-1                        | 261,21                        | 282                      | 110                               | 142                    |
|                            | Utting am Ammersee     | Gemeinde                   | drei Gemarkungen   |                               | 1900,87                       | 2933                     | 843                               | 1344                   |

## Geschichte

### Bis zur Gemeindegründung
Die ältesten Spuren menschlicher Siedlungstätigkeit in Utting gehen bis ins zweite Jahrhundert v. Chr. zurück (Keltenschanze). Während der Römerzeit führte die wichtige Via Raetia an Utting vorbei und lässt auf einen Fortbestand menschlicher Siedlungstätigkeit im Ort schließen.
Utting leitet sich ab vom germanischen Personennamen Uto, Utto oder Outo; das Suffix „-ing“ bedeutet „zugehörig zu“. Utting bedeutet also: „Siedlung der Leute des Utto“.
Im Jahre 1122 wurde Utting erstmals urkundlich erwähnt und feierte im Jahr 2022 900 Jahre Utting. Bei der Neugründung des Benediktinerklosters zum Heiligen Berg kam Utting 1458 an das Kloster Andechs. Der Ort wurde Teil des Kurfürstentums Bayern und bildete eine geschlossene Hofmark, deren Sitz Utting bis zur Aufhebung des Klosters im Jahr 1803 war.
Im Zuge der Verwaltungsreformen in Bayern entstand mit dem Gemeindeedikt von 1818 die ursprüngliche Gemeinde.

### 20. Jahrhundert
Die idyllische Lage am Ammersee und die Nähe zu München machen Utting und Holzhausen zu beliebten Künstlerrefugien. Mitglieder der Künstlervereinigung Scholle und des Simplicissimus leben oder halten sich über längere Zeit in Holzhausen auf – darunter: Leopold Durm, Reinhold Max Eichler, Erich Erler, Fritz Erler, Clara Ewald, Matthias Gasteiger und Anna Sophie Gasteiger, Walter Georgi, Kurt Kühn, Adolf Münzer, Paul Neu und Eduard Thöny.
Im Oktober 1949 traf sich die Gruppe 47 im Café Bauer zu einer Versammlung deutschsprachiger Schriftsteller, zu der Hans Werner Richter von 1947 bis 1967 an wechselnden Orten einlud.
1921 gründete Georg Grimm gemeinsam mit Karl Seidenstücker die Altbuddhistische Gemeinde in Utting.
In Utting befand sich von August 1944 bis zur Evakuierung am 22. April 1945 das Außenlager Kaufering V – Utting des KZ Dachau. Die Häftlinge mussten in einer Gerberei Zwangsarbeit verrichten. Von September 1944 bis 26. April 1945 gab es weiterhin das Außenlager X, dessen Häftlinge beim Bau einer unterirdischen Flugzeugfabrik arbeiten mussten. An 27 Todesopfer dieser Lager erinnert ein KZ-Friedhof im Wald an der Straße zwischen Utting und Holzhausen.

### Eingemeindungen
Im Zuge der Gebietsreform in Bayern wurde am 1. Januar 1972 ein Teil der aufgelösten Gemeinde Hechenwang (Ort Achselschwang) eingegliedert. Am 1. Juli 1972 kam der Gemeindeteil Holzhausen der Gemeinde Rieden am Ammersee hinzu.

### Einwohnerentwicklung
| Jahr      | 1840 | 1871 | 1900 | 1925 | 1939 | 1950 | 1961 | 1970 | 1987 | 1991 | 1995 | 2000 | 2005 | 2010 | 2015 | 2016 | 2017 | 2019 | 2023 | 2024 |
| --------- | ---- | ---- | ---- | ---- | ---- | ---- | ---- | ---- | ---- | ---- | ---- | ---- | ---- | ---- | ---- | ---- | ---- | ---- | ---- | ---- |
| Einwohner | 474  | 771  | 995  | 1519 | 1351 | 2882 | 2589 | 2652 | 2933 | 3388 | 3565 | 3759 | 3989 | 4355 | 4562 | 4585 | 4571 | 4551 | 4602 | 4725 |

## Politik

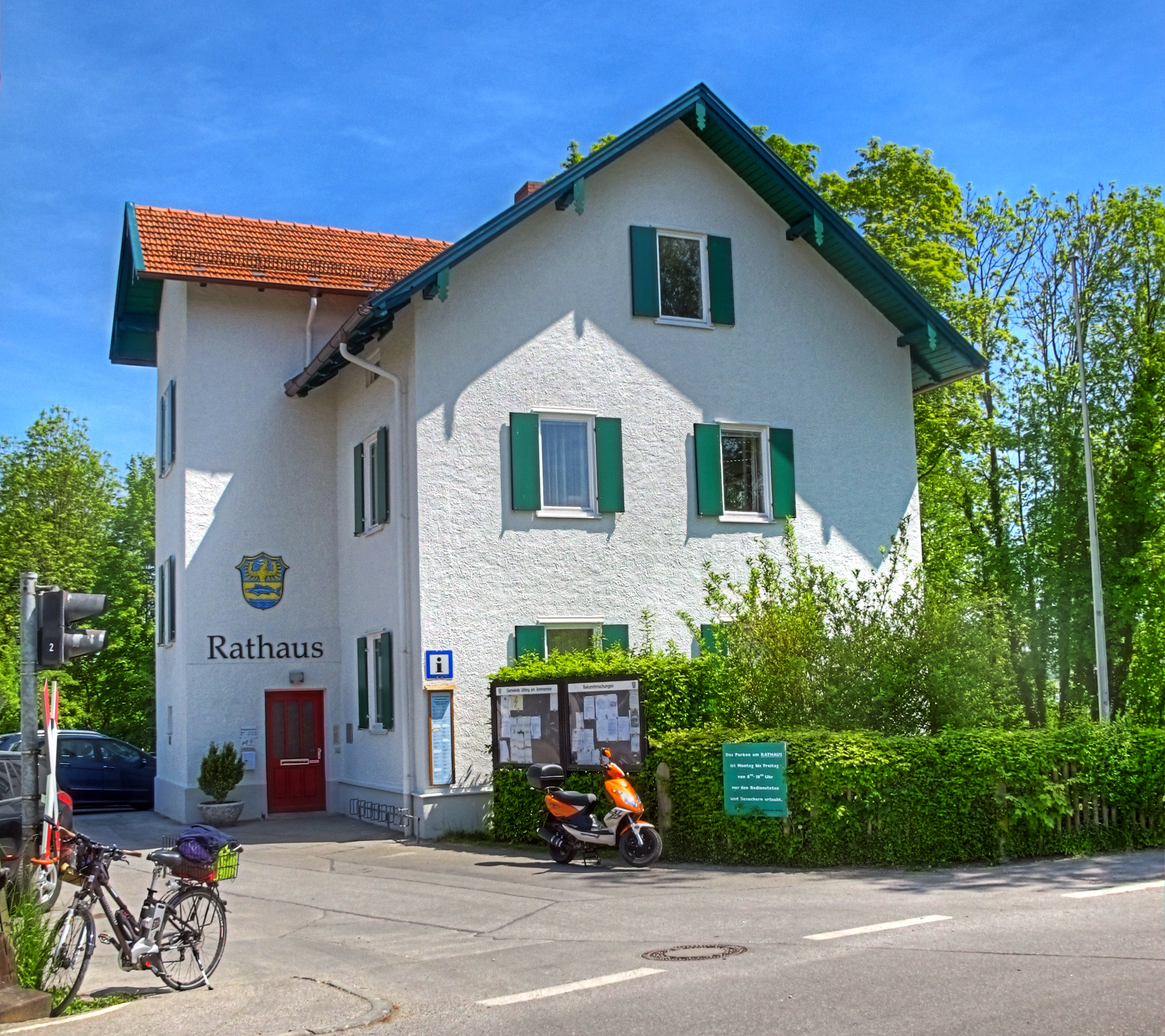
Rathaus

### Gemeinderat
| Jahr | GAL | CSU | SPD | LWG | FWG | gesamt | Wahlbeteiligung |
| ---- | --- | --- | --- | --- | --- | ------ | --------------- |
| 2020 | 7   | 5   | 2   | 2   | 0   | 16     | 73,62 %         |
| 2014 | 6   | 6   | 2   | 2   | 0   | 16     | 71,55 %         |
| 2008 | 5   | 5   | 2   | 1   | 3   | 16     | 78,2 %          |
| 2002 | 4   | 7   | 2   | 1   | 2   | 16     | 71,1 %          |

Legende:
- GAL: Grüne Alternative Liste
- LWG: Ländliche Wählergemeinschaft
- FWG: Freie Wählergemeinschaft

### Bürgermeister
Erster Bürgermeister ist seit 1. Mai 2020 Florian Hoffmann (CSU/LWG), gewählt mit 53,6 % der Stimmen. Sein Vorgänger war von 2008 bis 2020 Josef Lutzenberger (Grüne), der nicht mehr zur Wiederwahl stand.

### Wappen
|                         | Blasonierung: „Schild geteilt; oben in Blau ein wachsender goldener Adler, unten in Gold ein blauer Fisch über blauen Wasserwellen.“ |
| Wappenführung seit 1953 | |

### Gemeindefinanzen
Im Jahr 2012 betrugen die Gemeindesteuereinnahmen 4,098 Mio. Euro, davon waren 19,4 % Gewerbesteuereinnahmen (netto).

### Gemeindepartnerschaften
- Auray, Frankreich; seit 1977

## Wirtschaft und Infrastruktur

### Wirtschaft
Es gab im Jahr 2020 nach der amtlichen Statistik im Bereich der Land- und Forstwirtschaft 29, im produzierenden Gewerbe 588 und im Bereich Handel und Verkehr 266 sozialversicherungspflichtig Beschäftigte am Arbeitsort. In sonstigen Wirtschaftsbereichen waren am Arbeitsort 401 Personen sozialversicherungspflichtig beschäftigt. Sozialversicherungspflichtig Beschäftigte am Wohnort gab es insgesamt 1600. Im verarbeitenden Gewerbe gab es zwei, im Bauhauptgewerbe elf Betriebe. Im Jahr 2016 bestanden 20 landwirtschaftliche Betriebe, die eine Gesamtfläche von 1110 ha bewirtschafteten; davon waren 453 ha Ackerfläche und 657 ha Dauergrünfläche sowie 3 ha Weinbau.
Im Jahr 2022 erzielte Utting am Ammersee Einnahmen aus der Gewerbesteuer in Höhe von 1,7 Millionen Euro. Mit einem Gewerbesteuerhebesatz von 310 % zählt die Gemeinde zu den steuerlich attraktivsten Standorten Deutschlands. Utting am Ammersee ist etwa steuerlich deutlich günstiger als die Landeshauptstadt München (Gewerbesteuerhebesatz 490 %).

### Verkehr

#### Schienenverkehr

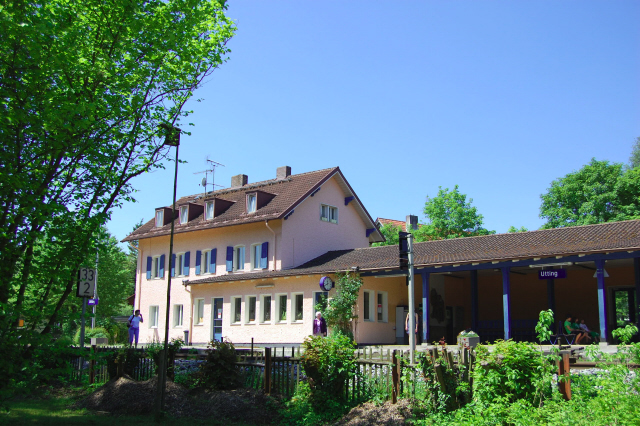
Bahnhof Utting

Durch Utting verläuft die eingleisige Ammerseebahn von Mering über Geltendorf und Dießen nach Weilheim. Sie ist im Kursbuch der Deutschen Bahn unter der Streckennummer 985 geführt. An der Ammerseebahn befindet sich im Osten der Ortsmitte und etwa 200 Meter vom Ammerseeufer entfernt der Bahnhof Utting.
Er wird seit 2008 im Stundentakt durch die Bayerische Regiobahn (BRB) von Augsburg-Oberhausen nach Schongau bedient. In der Hauptverkehrszeit stellen Verstärker zwischen Geltendorf und Peißenberg einen Halbstundentakt her. Alle Züge, die auf der Strecke fahren, halten in Utting. Seit 1991 fährt hier kein Fernverkehr mehr.

#### Busverkehr
Utting ist im öffentlichen Personennahverkehr (ÖPNV) an den Münchner Verkehrs- und Tarifverbund (MVV) integriert. Derzeit (Stand Dezember 2024) verkehren in Utting folgende Buslinien des MVV:
- 814: Landsberg am Lech – Finning – Hechenwang – Utting
- 891: Weilheim – Raisting – Dießen – Utting – Schondorf – Eching

### Bildung
Im Jahr 2021 existierten folgende Einrichtungen:
- drei Kindergärten: 229 Kindergartenplätze und insgesamt 209 Kindern
- eine Volksschule: acht Lehrkräfte, 142 Schüler in sechs Klassen
- Im Gemeindeteil Holzhausen befindet sich das BVS-Bildungszentrum der Bayerischen Verwaltungsschule.
- Volkshochschule Ammersee-Nordwest: Die vhs ist die kommunale Einrichtung der Gemeinde Utting am Ammersee und der Verwaltungsgemeinschaft Schondorf am Ammersee mit ihren Mitgliedsgemeinden Eching am Ammersee, Greifenberg und Schondorf am Ammersee.

## Kultur und Sehenswürdigkeiten

### Bauwerke

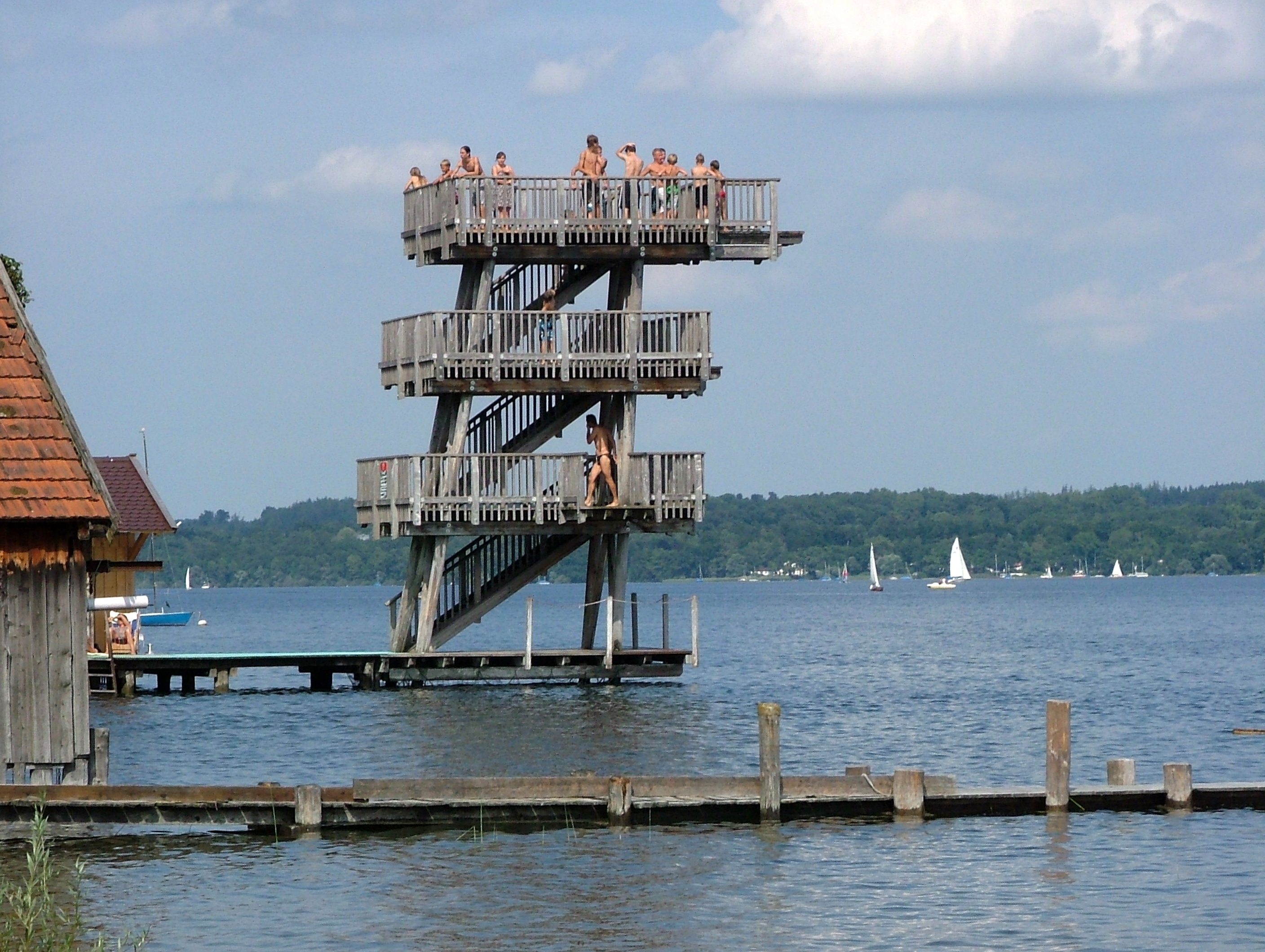
Der Sprungturm, das Wahrzeichen von Utting am Ammersee

- St. Leonhard: barocker Saalbau von Klosterbaumeister Michael Natter; Bauzeit 1707 bis 1712.
- Keltenschanze: gut erhaltene Viereckschanze 1,5 km westlich des Ortes; 2. Jahrhundert v. Chr.
- Römerstraße: die Trasse der Römerstraße Augsburg-Brenner ist in der Uttinger Flur an mehreren Stellen noch deutlich zu erkennen.
- Künstlerhaus Gasteiger: Anwesen des Künstlerehepaares Gasteiger mit weitläufigem Park, Wohnhaus und kleinem Museum; Fertigstellung 1913.
- Altes Strandbad mit hölzernem 10-m-Sprungturm
- Großer Biergarten im „Freizeitgelände Utting“
- Evangelisch-Lutherische Christuskirche (im August 2021 abgebrannt)

### Bildergalerie

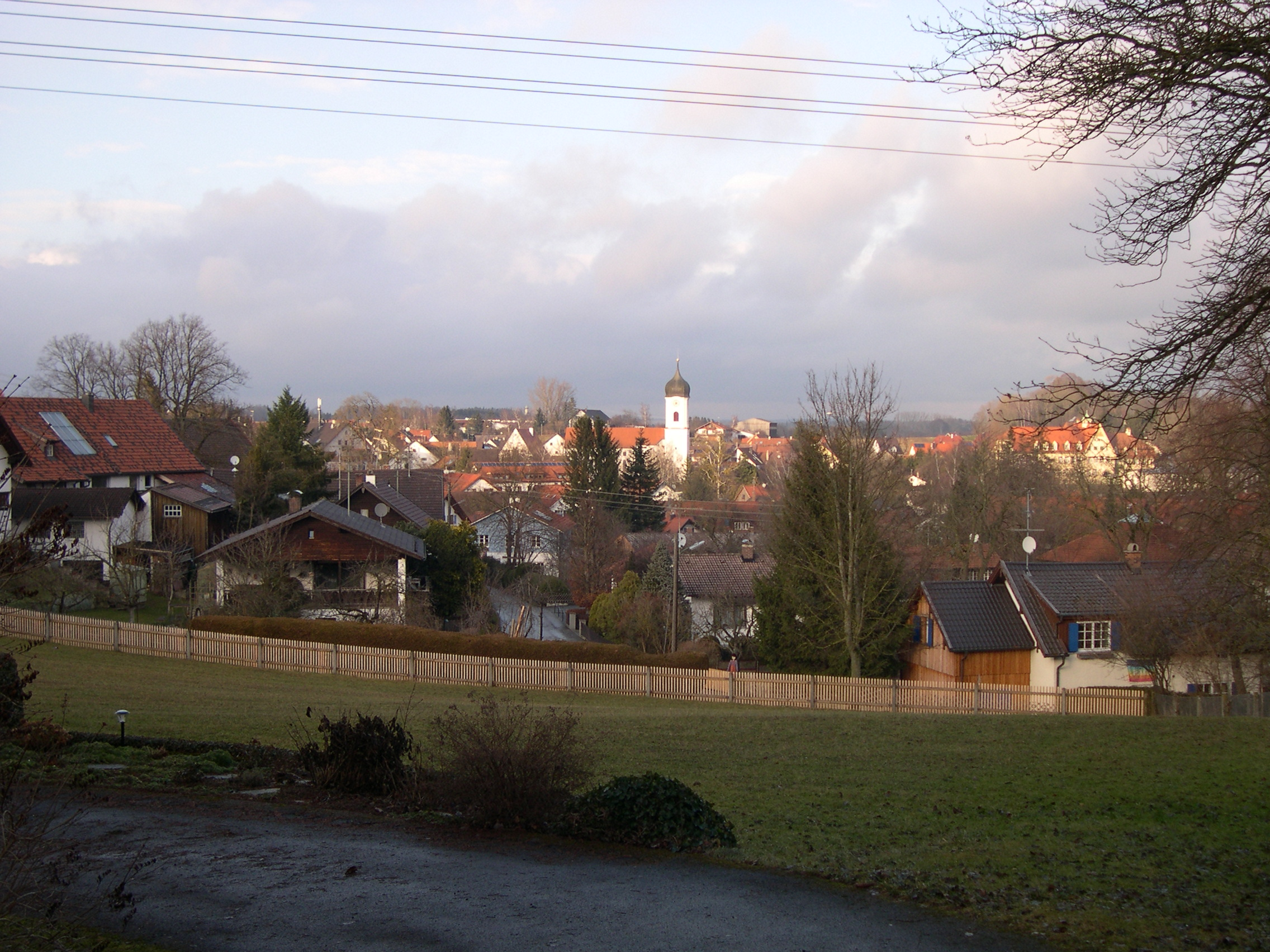
Blick über den Ort
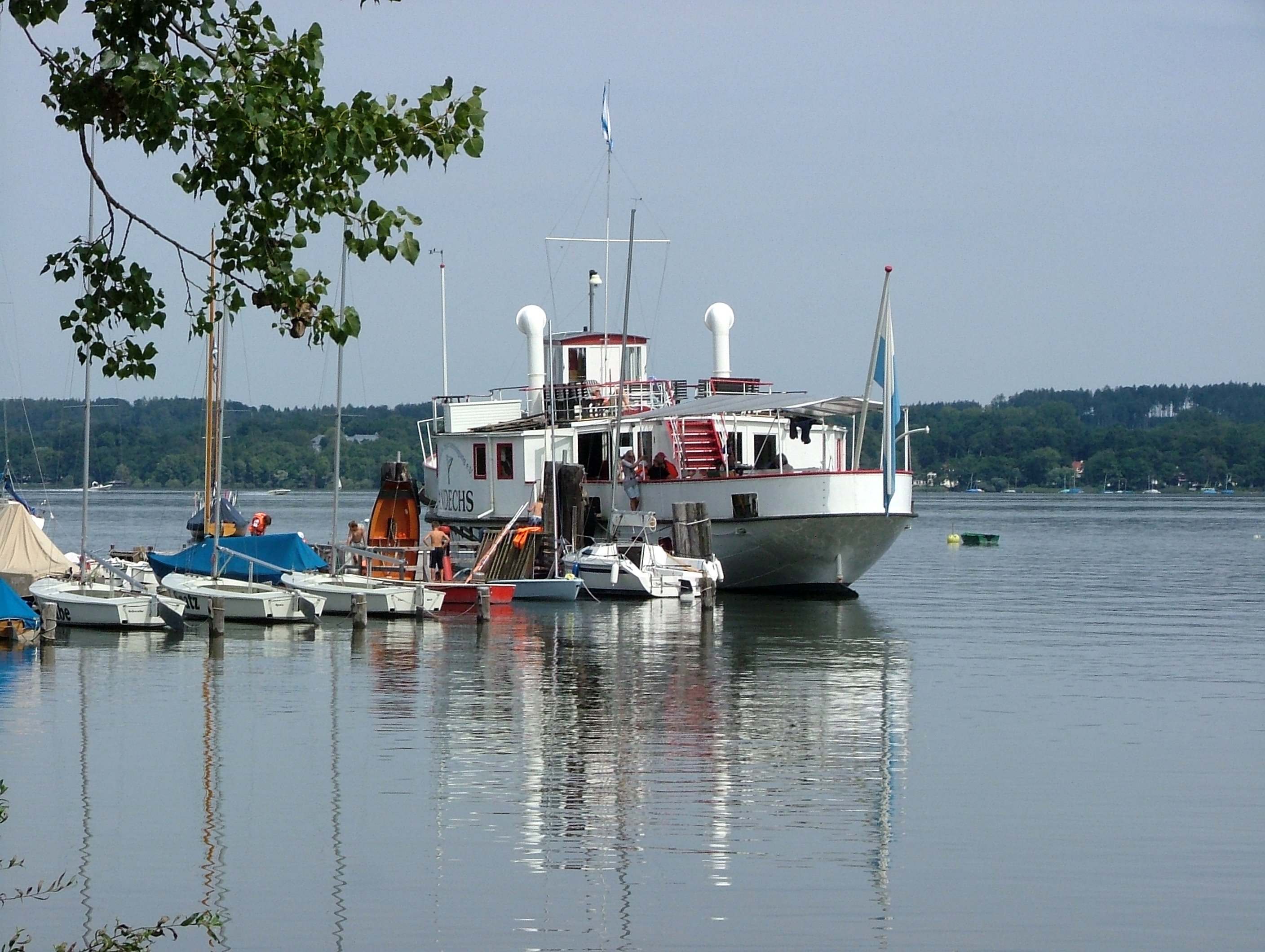
Am Ammersee
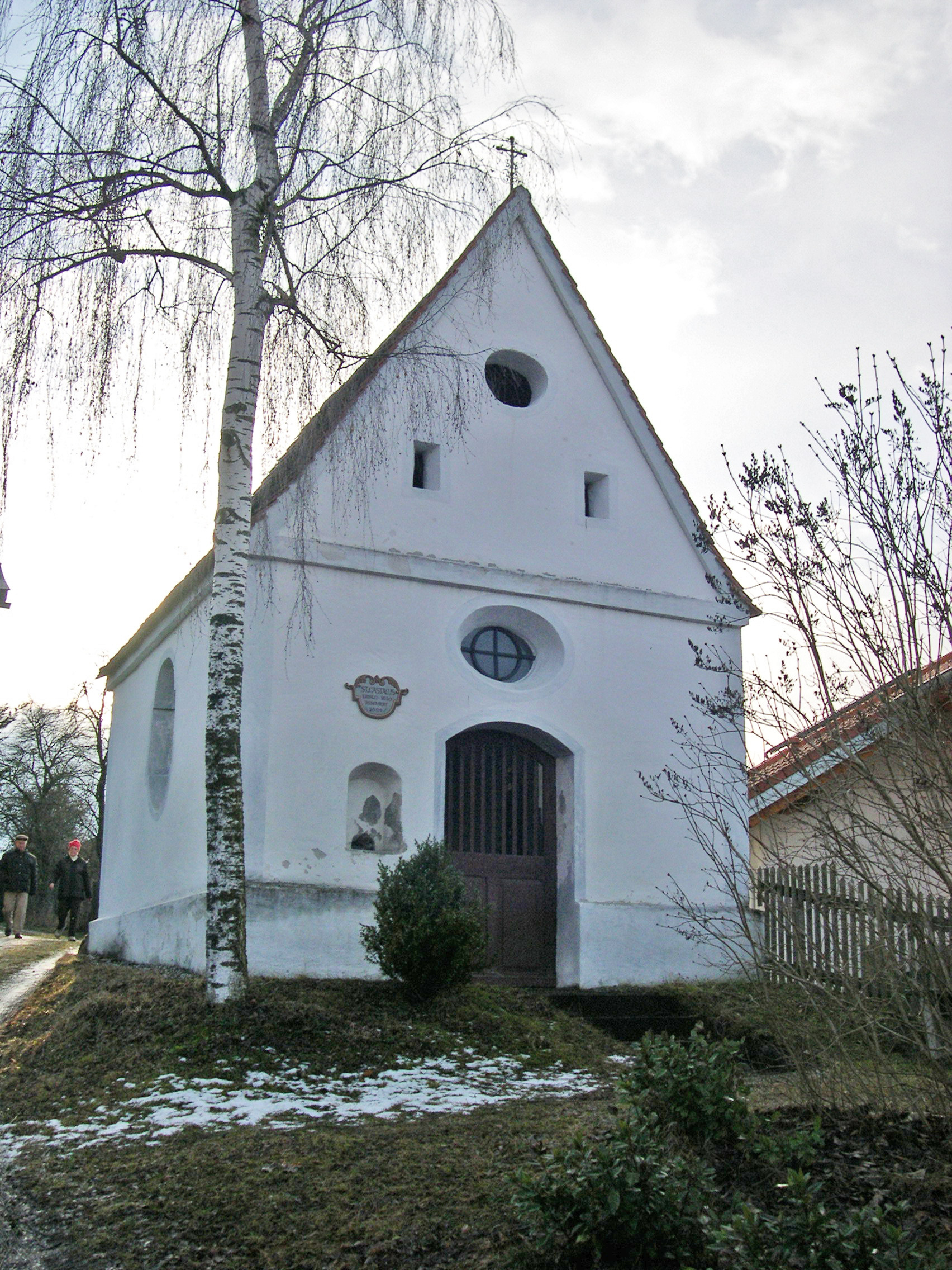
Kapelle St. Kastulus
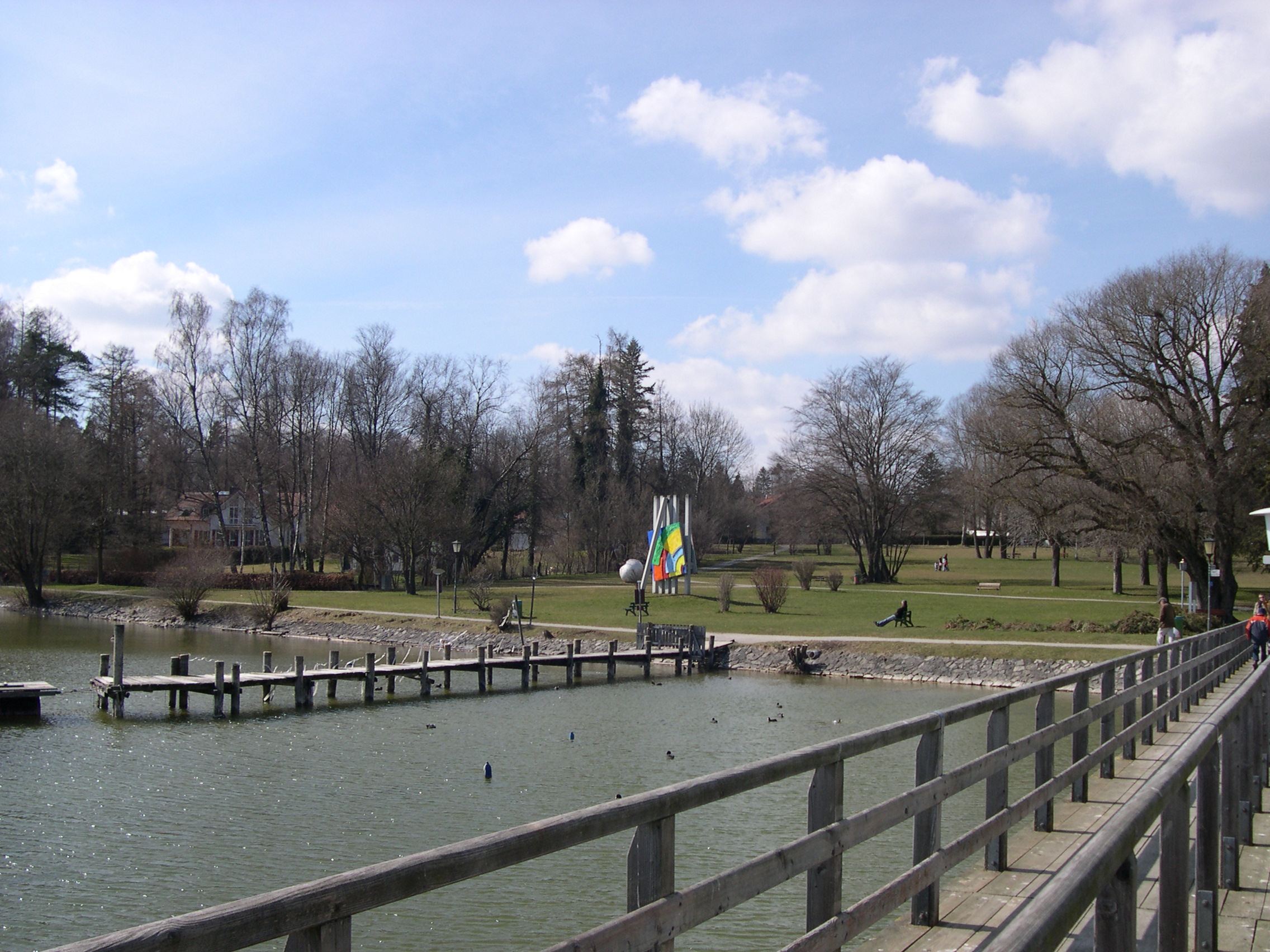
Summerpark, vom Dampfersteg aus
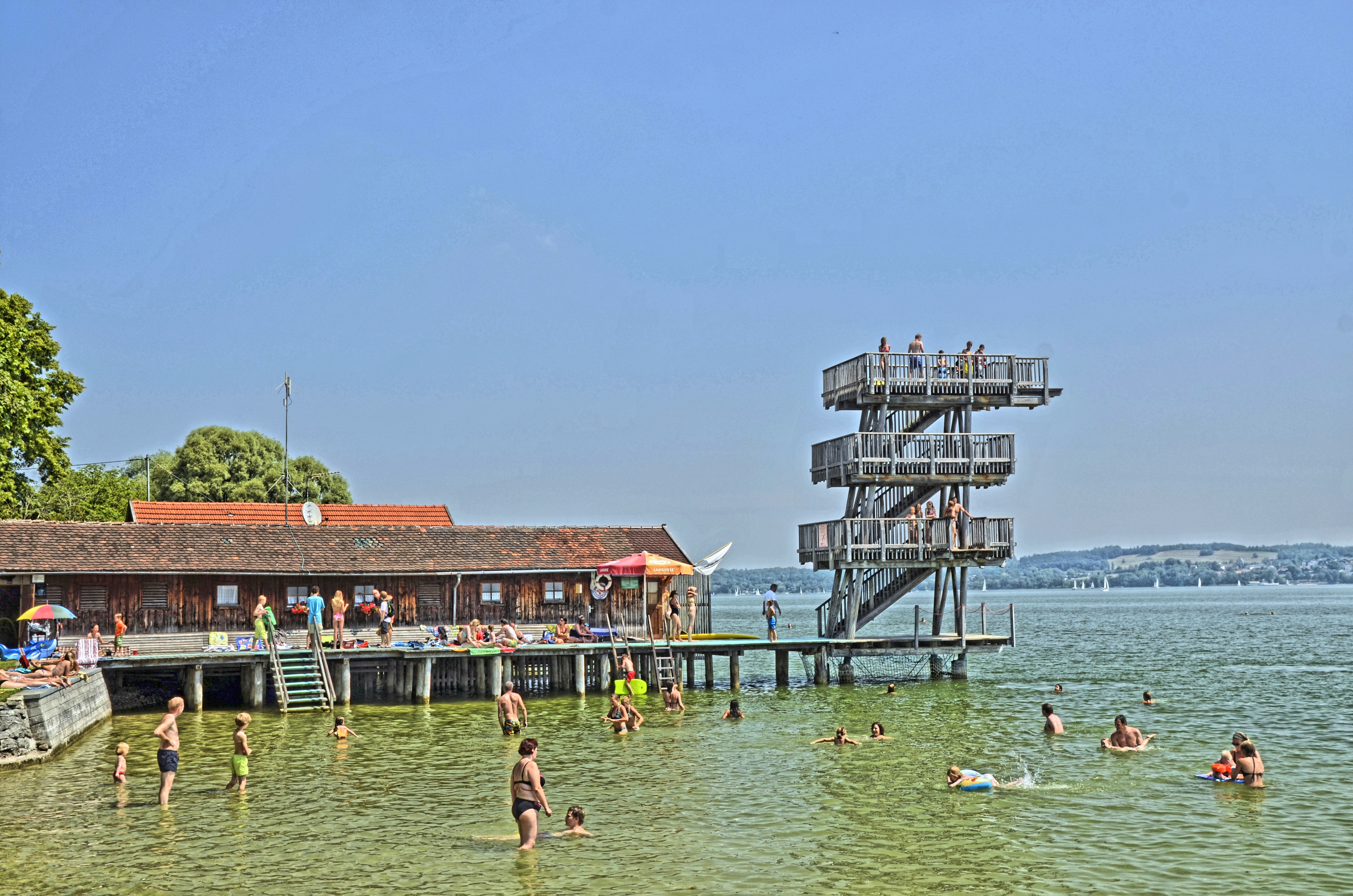
Strandbad Utting am Ammersee
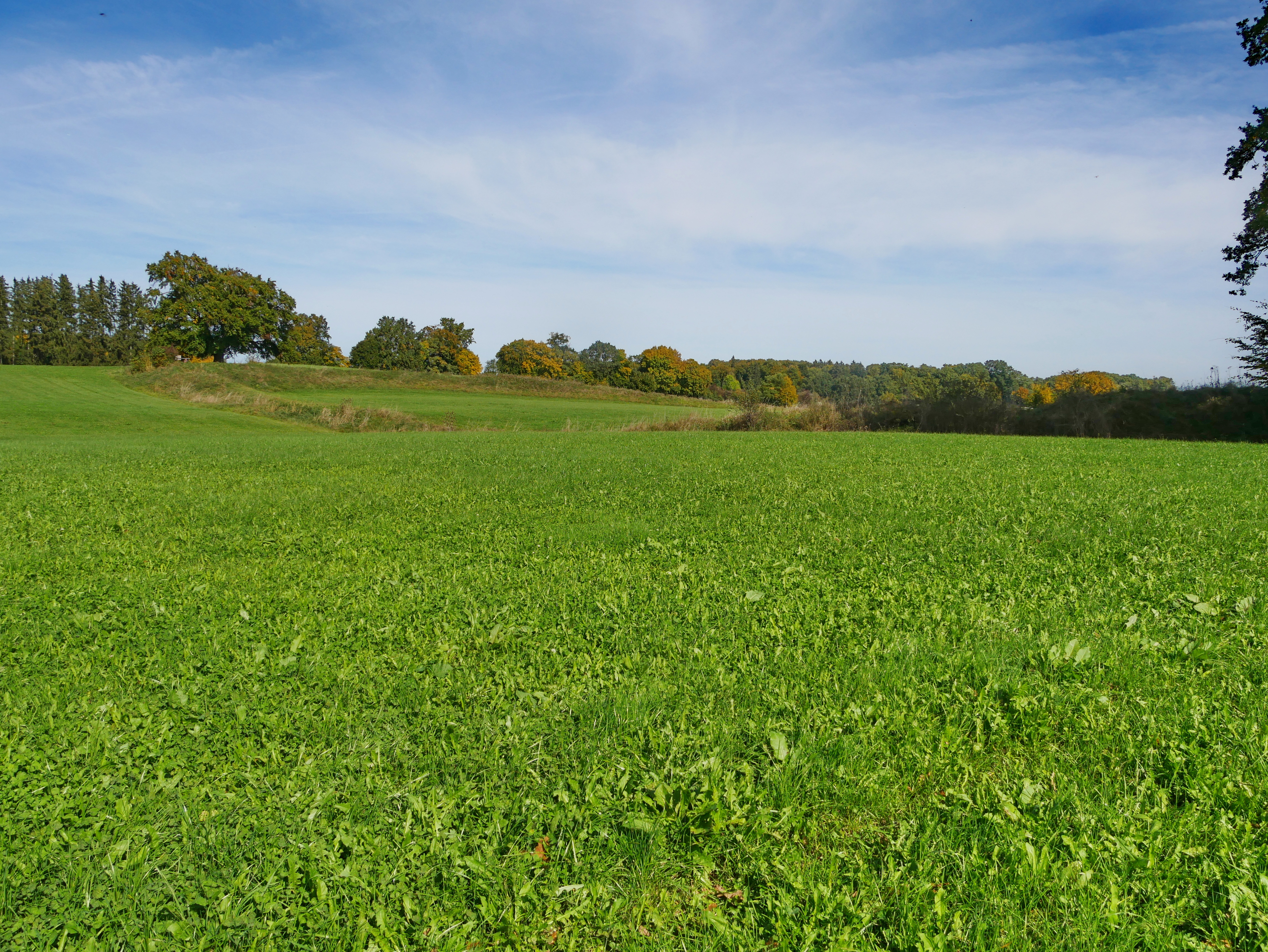
Viereckschanze bei Achselschwang

### Naturerlebnis
- Rad-Wanderweg Ammersee-Lech
- Rad-Wanderweg Ammer-Amper
- Naturschutzgebiet „Seeholz“
- Freizeitgelände Utting mit Badeanlagen, Hochseilgarten, Minigolf und Campingplatz
- Summerpark
- Ammersee-Schifffahrt

### Vereine
Neben katholischen und evangelischen kirchlich geprägten Vereinen (Kirchenchöre, Landfrauen, Leonhardiverein), Maibaumfreunde, Musikvereinen, Gesangsverein Liedertafel und Sportvereinen gibt es Dorfgemeinschaften in Holzhausen und Achselschwang.

### Wiederkehrende Veranstaltungen
- Tanz in den Mai (April)
- Maibaumaufstellen (alle drei Jahre) / Fest der Maibaumfreunde (Mai)
- Seefest am Campingplatz (Juni)
- Regatten
- Kunsthandwerkermarkt im Summerpark (Juli)
- Seebühne Utting im Summerpark (Juli); hier spielen seit 1997 Profi- und Laienschauspieler. Von Goldoni bis Shakespeare, die Freilichtbühne erfreut jährlich durch Inszenierungen von Florian Münzer.[20]
- Pfarrfest der katholischen Kirchengemeinde in Holzhausen (Juli)
- Leonhardiritt (November)
- GeDENKzeit der kath. PG. Utting-Schondorf; stille Prozession vom Mahnmal am ehem. Dyckerhoff-Gelände über das Mahnmal der Kriegsgefangenen (Holzhauser-Str.) zum jüdischen Friedhof (9. November)
- Christkindlmarkt am alten Feuerwehrhaus am Wochenende des ersten Advent (November / Wochenende am ersten Advent)
- Fackelzug zur Wintersonnenwende (Dezember)

### Sport
Größter Sportverein des Ortes ist der TSV Utting, der in den Abteilungen Badminton, Basketball, Eisstockschießen, Fußball, Skifahren, Tischtennis, Turnen (Breitensport) und Wassersport anbietet. Daneben beheimatet Utting diverse Seglerclubs (Augsburger Segler-Club e. V., Bayerische Seglervereinigung e. V., Segler-Gemeinschaft Utting e. V., Uttinger Segler-Club Ammersee e. V.), den Yacht-Club Utting e. V. (YCU'88) und den Tennisclub TC Utting.

## Persönlichkeiten
- Gottfried John (1942–2014), deutscher Schauspieler; lebte von 2008 bis zu seinem Tod in Utting
- Mathias Schröder (1941–2023), deutscher Schriftsteller und Arzt
- Georg Grimm (1868–1945), Mitbegründer der „Buddhistische Gemeinde für Deutschland“
- Albert Heinzinger (1911–1992), von den Nationalsozialisten verfolgter späterer Maler, Zeichner und Holzschneider; lebte von 1975 bis zu seinem Tod in Utting
- Hans S. Neunzig (* 1932), deutscher Lektor, Übersetzer und Schriftsteller, Programmchef beim C. Bertelsmann Verlag, zuvor Leiter der Nymphenburger Verlagshandlung, lebte in Utting